# Hity a rarity
Hity a rarity (2020) je kompilační dvojalbum české hudební skupiny Mig 21. Vyšlo 16. listopadu 2020 a obsahuje celkem 32 skladeb, z nichž většina se objevila na některém z předchozích alb. Výjimkou je píseň „Hej kámo!“, kterou skupina napsala za tři dny. Spolu s albem skupina uveřejnila na sociálních sítích videoklip k této písni, jenž vznikal v období vládou České republiky zavedených protikoronavirových opatření kvůli pandemii covidu-19.
Na kompilaci se objevily i dvě skladby, jejichž nahrávky nevznikly ve studiu, nýbrž během společného koncertu se čtyřicetičlenným uskupením LELEK, jehož název je zkratkou od „Letuškovsko-lesnický orchestr“.

## Seznam skladeb

### První disk
1. „Ouvertura“ (spolu s LELEK Orchestra)
2. „Hej kámo!“
3. „Snadné je žít“
4. „Skejt“
5. „Slepic pírka“
6. „Jaro léto podzim zima“
7. „Člun“
8. „V dnešní době kompjůtrů“
9. „Žlutý dvojplošník“
10. „Tančím“
11. „Nocí půjdu sám“
12. „Malotraktorem“
13. „V Litoměřicích“
14. „Petra a Gábina“
15. „Tát začal sníh“
16. „Jestli jsem šťastnej“
17. „Ako F. B. I“ (spolu s Vojtěchem Dykem)

### Druhý disk
1. „Vlajky vlají“
2. „Sviť sviť světlomete“
3. „Jaromíre“
4. „Ho-Ka-He“
5. „Svěřím se ti sněhuláku“ (spolu s LELEK Orchestra)
6. „Štěstí hejbe planetou“
7. „Diskobůh“
8. „V tropické zahradě“
9. „Máma se vrací“
10. „Kalhotky si sundej“
11. „Venkovan kluk“
12. „Karafiát“
13. „Chci ti říct“
14. „Mávej“
15. „Ještě k tomu jsme si vystřelili z děla“